# Fritz Machlup
Fritz Machlup (15. prosince 1902 – 30. ledna 1983) byl rakouský ekonom.

## Biografie
Narodil se ve Vídeňském Novém Městě v Rakousku. Doktorát získal na Vídeňské univerzitě. V roce 1933 uprchl z nacistického Německa a roku 1940 získal americké občanství.
Jeho klíčovým dílem byla Výroba a distribuce znalostí ve Spojených státech (1962), kterým zviditelnil Informační společnost.
Krátce před svou smrtí dokončil třetí z deseti plánovaných děl, kolektivně nazvané Znalost: její vytvoření, distribuce a ekonomický význam.
Machlup se také podílel na vytvoření skupiny Bellagio na začátku roku 1960. Tato skupina byla přímým předchůdcem vlivného washingtonského finanční poradního orgánu, včetně Skupiny Třiceti, ke které přistoupil v roce 1979.